# Briģu tīrelis
Briģu tīrelis är en hed i Lettland.   Den ligger i Bauska kommun, i den centrala delen av landet, 60 km söder om huvudstaden Riga.